# Pulau Pababag
Pulau Pababag ist eine zum malaysischen Bundesstaat Sabah gehörende Insel in der zur Celebessee offenen Darvel Bay. Die Insel liegt etwa 13 Kilometer nordwestlich von Semporna. Die Insel erstreckt sich 4,5 Kilometer in nördlicher Richtung und ist bis zu 2,5 Kilometer breit. Die Insel ist im Westen durch eine etwa 600 Meter breite Meerenge vom Festland getrennt. Im Osten  liegt in 1,6 Kilometer Entfernung Pulau Bait.